# Білл Дісней
Білл Дейл Дісней (англ. Bill Dale Disney; нар. 3 квітня 1932, Топіка (Канзас) — пом. 22 квітня 2009, Лейк-Гавасу-Сіті) — американський ковзаняр, призер Олімпійських ігор, учасник змагань на двох Олімпійських іграх.

## Спортивна кар'єра
Білл Дісней займався ковзанярським спортом, спеціалізуючись на спринтерських дистанціях, а в літній час підтримував спортивну форму, займаючись велоспортом на треку разом зі своїм старшим братом Джеком Дісней. Наприкінці 50-х років Білл був одним з найкращих ковзанярів-спринтерів США.
На Олімпійських іграх 1960 в Скво-Веллі в забігу на дистанції 500 м перед своїми співвітчизниками Білл показав другий час, поступившись лише легендарному Євгену Грішину.
На церемонії відкриття Олімпійських ігор 1964 Білл Дісней був прапороносцем збірної США. Він знов брав участь в забігу на 500 м, але в число призерів не потрапив.

### Виступи на Олімпіадах
| Олімпіада       | Дисципліна | Місце |
| --------------- | ---------- | ----- |
| Скво-Веллі 1960 | 500 м      | 2     |
| Інсбрук 1964    | 500 м      | 8     |